# Vidole sothoana
Espèce
Vidole sothoana est une espèce d'araignées aranéomorphes de la famille des Phyxelididae.

## Distribution
Cette espèce se rencontre en Afrique du Sud et au Lesotho.

## Description
Le mâle holotype mesure 8,88 mm et la femelle paratype 9,06 mm, les mâles mesurent de 7,19 à 9,69 mm et les femelles de 7,13 à 13,13 mm.

## Publication originale
- Griswold, 1990 : A revision and phylogenetic analysis of the spider subfamily Phyxelidinae (Araneae, Amaurobiidae). Bulletin of the American Museum of Natural History, no 196, p. 1-206 (texte intégral).